# Dwergdikkopje
Het dwergdikkopje (Thymelicus acteon) is een dagvlinder uit de familie Hesperiidae, de dikkopjes.
Het dwergdikkopje komt in grote delen van Europa voor. Uit Nederland is de vlinder verdwenen en staat op de Nederlandse Rode lijst dagvlinders. De vlinder geeft de voorkeur aan warme droge graslanden als leefgebied.
De spanwijdte is ongeveer 26 mm en de vleugels zijn bruin van kleur met een lichtbruine tekening die bij het vrouwtje lichter van kleur is.
De vliegtijd is van mei tot en met augustus.